# موزه هانس کریستیان آندرسن
موزهٔ هانس کریستیان آندرسن (به انگلیسی: Hans Christian Andersen Museum) یا اچ سی آندرسن ادنسه (به انگلیسی: H.C. Andersens Odense) مجموعه‌ای از موزه‌ها/ساختمان‌هایی است که به افتخار نویسندهٔ معروف هانس کریستیان آندرسن وقف شده‌اند. این ساختمان‌ها در ادنسه، دانمارک واقع شده‌اند.
این موزه تشکیل شده از موزهٔ اچ سی آندرسن (موزهٔ کنونی)، محل تولد آندرسن (موزه اصلی)، خانهٔ دوران کودکی آندرسن و حتی مونترگاردن (موزهٔ شهر). یک ساختمان جدید به نام خانهٔ پریان (موسوم به موزه جدید آندرسن) در اواخر سال ۲۰۲۰ افتتاح شد.
این موزه توسط موزه‌های شهر ادنسه، بخشی از شهرداری ادنسه، اداره و مدیریت می‌شود.

## نگارخانه

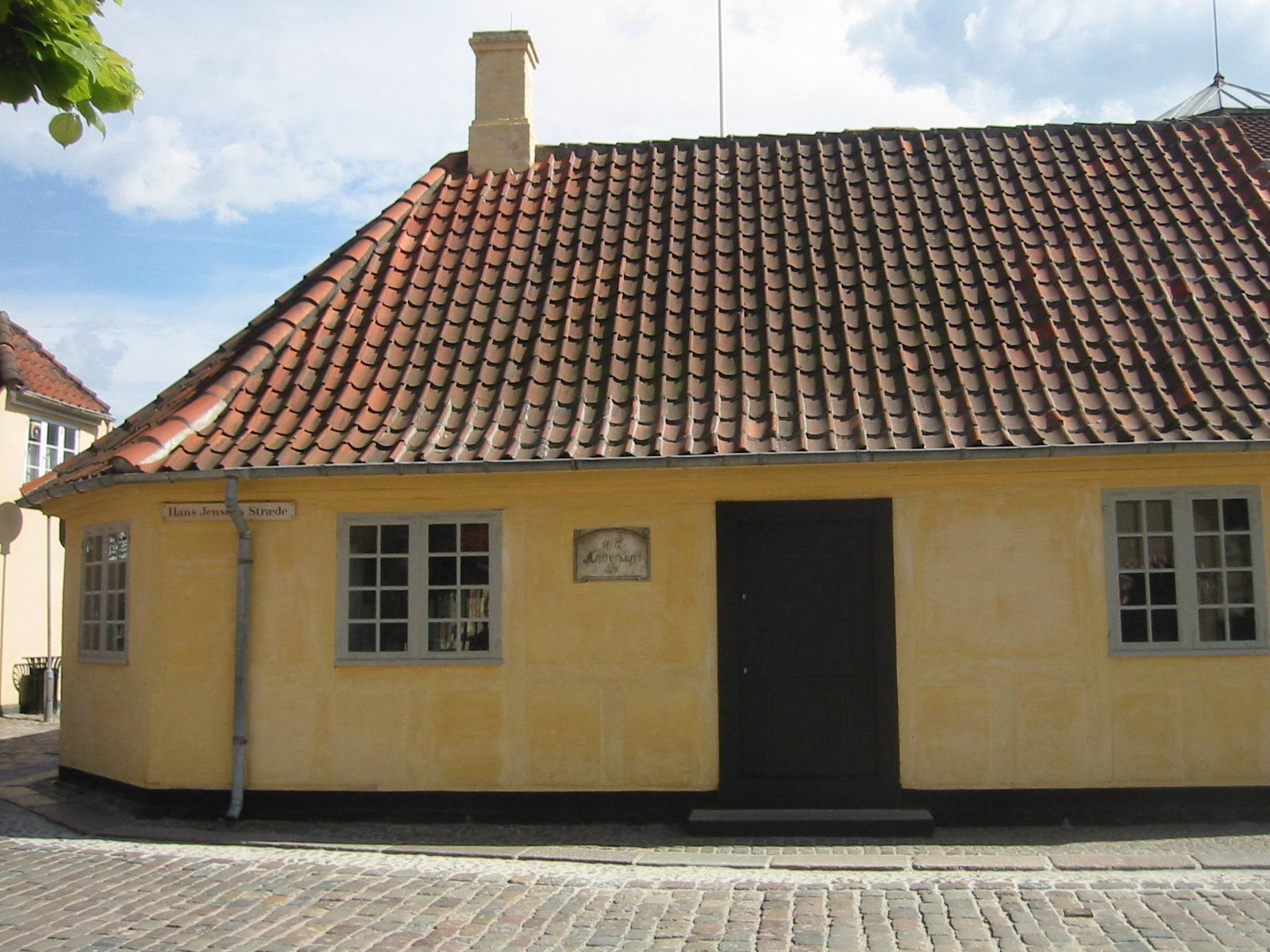
محل تولد آندرسن و موزهٔ اصلی
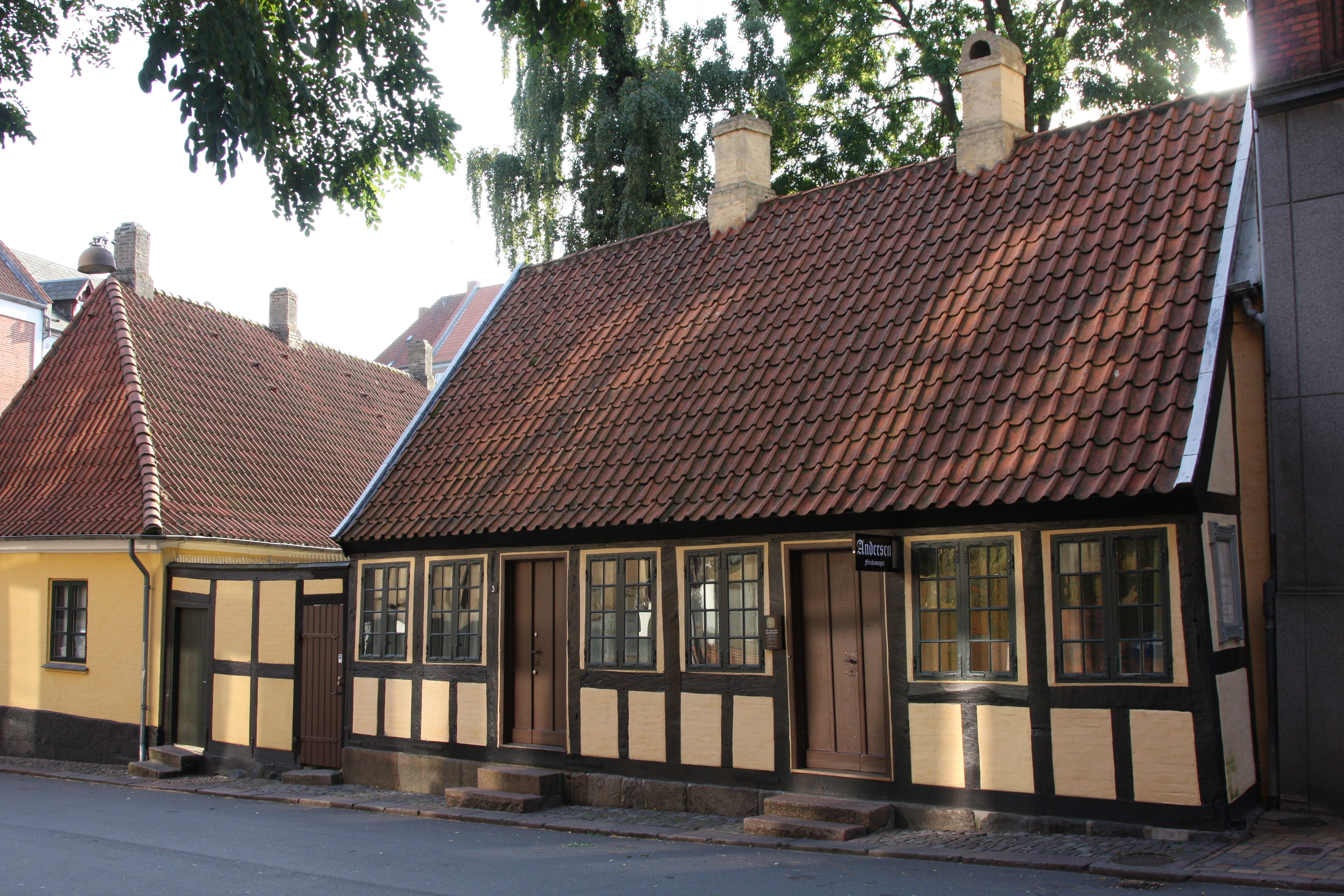
خانهٔ دوران کودکی آندرسن (مونکیمولسترید ۳-۵)
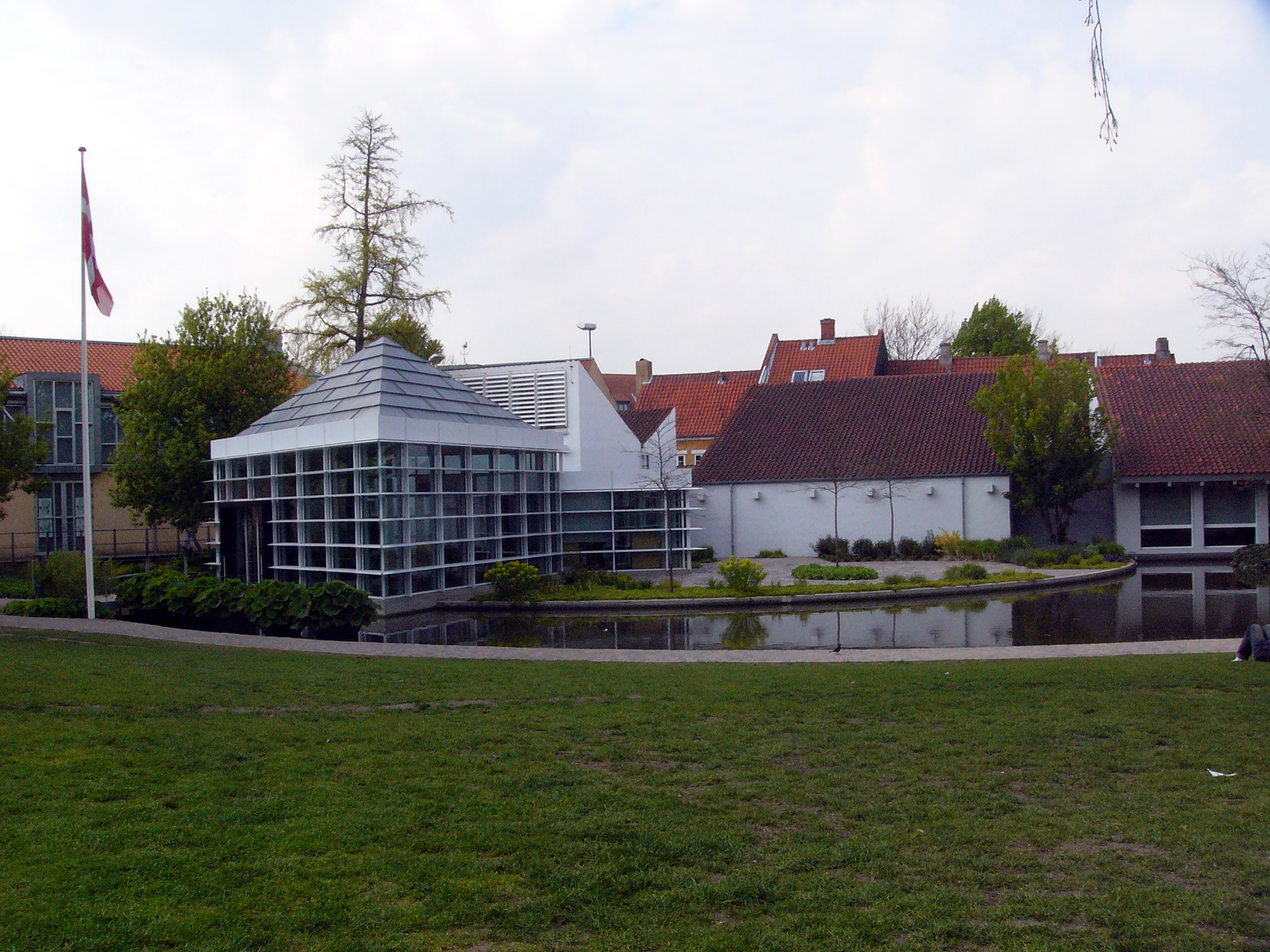
موزهٔ فعلی، نمای عقب (کلاوس برگس گید ۱۱)

(تنگهٔ هانس جنسن ۴۵)
- خانهٔ دوران کودکی آندرسن

(مونکیمولسترید ۳-۵)
- موزهٔ فعلی، نمای عقب

(کلاوس برگس گید ۱۱)